# De avonturen van Philip en Francis
De avonturen van Philip en Francis (Frans: Les Aventures de Philip et Francis) is een Franse stripreeks. Het is een parodie op de befaamde reeks Blake en Mortimer. De personages Philip Mortimer en Francis Blake spelen net als in de originele reeks de hoofdrol, maar hun personages worden fel gekarikaturiseerd. 

## Albums
1. Schaduw over het Britse Rijk (2005)
2. De duivelse valstrik (2011)
3. SOS Meteorologen (2014)